# Хиральдо, Валентина Акоста
Валентина Акоста Хиральдо (исп. Valentina Acosta Giraldo; род. 20 апреля 2000, Перейра) — колумбийская лучница, выступающая в соревнованиях по стрельбе из олимпийского лука. Бронзовый призёр Панамериканских игр, участница Олимпийских игр.

## Биография
Валентина Акоста Хиральдо родилась 20 апреля 2000 года в Рисаральде.
Владеет испанским и английским языками.

## Карьера
Валентина изначально занималась плаванием и футболом, но после прочтения книжной серии «Голодные игры» увлеклась стрельбой из лука и решила попробовать заняться этим видом спорта.
В 2019 году Валентина Акоста выступила на чемпионате мира среди юниоров в Мадриде. Она достигла стадии 1/16 финала в соревновании смешанных команд, а в индивидуальном первенстве завоевала золотую медаль. В том же году она впервые приняла участие на этапе Кубка мира в колумбийском Медельине, где в личном первенстве дошла до 1/16 финала.
В июне впервые приняла участие на чемпионате мира среди взрослых в Хертогенбосе, где заняла лишь 57-е место в личном первенстве и 25-е в турнире женских команд. На Панамериканских играх в Лиме Валентина Акоста Хиральдо завоевала бронзу в женском командном турнире, а в индивидуальном первенстве завершила соревнования на стадии 1/8 финала. Акоста Хиральдо не участвовала в миксте, но Колумбия вышла в финал и этого хватило для того, чтобы получить путёвку на Олимпийские игры в Токио.
В 2021 году приняла участие на трёх этапах Кубка мира. В Гватемале и Париже она дошла до 1/16 финала в личном первенстве, а в миксте стала пятой и девятой, соответственно. В Лозанне она завершила личный турнир уже в 1/32 финала. Акоста Хиральдо также выступила на панамериканском чемпионате в Монтеррее, где в составе женской сборной Колумбии завоевала серебро, а в личном турнире дошла до 1/8 финала. Она приняла участие на Олимпийских играх и заняла в предварительном раунде 50-е место с 627 очками. Её общий результат с Даниэлем Пинедой не позволил колумбийцам принять участие в основных соревнованиях в миксте. В первом раунде женского индивидуального турнира Валентина Акоста Хиральдо попала на британку Сару Беттлз и проиграла ей со счётом 4:6.